# Quasiestel

Comparació d'un quasiestel amb els estels més grans coneguts actualment.

Un quasiestel (també anomenat estel de forat negre) és un tipus hipotètic d'estel extremadament massiu que pot haver existit en els primers moments de la història de l'Univers. A diferència dels estels moderns, que empren la fusió nuclear en els seus nuclis per obtenir energia, quasiestels l'obtindrien del material que cau en un forat negre central.
Es prediu que es forma una quasiestrella quan el nucli d'un protoestel gran es col·lapsa en un forat negre durant la seva formació i les capes externes de l'estel són prou massives per absorbir-ne l'esclat d'energia sense ser expulsades (com ocorre amb les supernoves modernes). Aquest estel hauria de tenir com a mínim 1000 masses solars (2 × 1033 kg). Els estels d'aquesta grandària sols podien formar-se a l'Univers primigeni, abans que l'hidrogen i l'heli estiguessin contaminats per elements més pesats; vegeu estels de població III.
Una vegada que el forat negre s'havia format en el nucli de la protoestrella, continuaria generant una enorme quantitat d'energia radiant a partir de la caiguda de material estel·lar addicional. Aquesta energia oposaria la força de la gravetat, creant un equilibri similar al dels estels moderns basats en la fusió. Es prediu que una quasi-estel tindrà una vida útil màxima d'aproximadament 7 milions d'anys, després de la qual el forat negre central hauria crescut a aproximadament unes 1000 a 10000 masses solars (2 × 1033–2 × 1034 kg). Aquests forats negres de massa intermèdia s'han suggerit com l'origen dels forats negres supermassius de l'era moderna. Es preveu que els quasiestels tinguinguessin temperatures en la superfície limitades a aproximadament 4000 K (3730 ° C), però, amb diàmetres d'aproximadament 10 mil milions de quilòmetres (66.85 UA) o 7187 vegades la del Sol, cadascuna produiria tanta llum com una galàxia petita.